# Bocsig
Bocsig (en hongrois: Bokszeg) est une commune du județ d'Arad, Roumanie qui compte 3 231 habitants.
La commune est composée de trois villages: Bocsig (chef-lieu), Mânerău et Răpsig.

## Histoire
Le premier document qui rapporte l’existence de la localité date de 1553.

## Démographie
Religion
- Orthodoxes (74,12 %)
- Pentecôtistes (4,05 %)
- Baptistes (2,29 %)
- Catholiques romains (1,7 %)
- Greco-catholiques (10,55 %)
- Inconnue (4,73 %)
- Autre religion (2,53 %)

Ethnicités
- Roumains (92,6 %)
- Inconnue (4,76 %)
- Autre ethnie (1,05 %)
- Hongrois (1,57 %)

La population de la commune a diminué par rapport au recensement de 2002, on y comptait alors près de 3 553 habitants.

## Tourisme
- Château Karagherghevici à Bocsig, construit en 1860.
- Musée de Bocsig.